# Prague 6
Prague 6, officiellement district municipal de Prague 6 (Městská čast Praha 6), est une municipalité de second rang à Prague, en République tchèque. Le district administratif (správní obvod) du même nom comprend les arrondissements municipaux de Prague 6 et de Lysolaje, Nebušice, Přední Kopanina et Suchdol.
Le district comporte la localité de Ruzyně, connue pour l'aéroport international de Prague.